# Bronzolo
Bronzolo (niem. Branzoll) – miejscowość i gmina we Włoszech, w regionie Trydent-Górna Adyga, w prowincji Bolzano (Tyrol Południowy).
Liczba mieszkańców gminy wynosiła 2640 (dane z roku 2009). Język włoski jest językiem ojczystym dla 59,85%, niemiecki dla 39,68%, a ladyński dla 0,47% mieszkańców (2001).